# Błachta
Błachta – wieś w Polsce położona w województwie kujawsko-pomorskim, w powiecie chełmińskim, w gminie Lisewo.

## Podział administracyjny
W latach 1939–1945 położona była w okręgu Rzeszy Gdańsk-Prusy Zachodnie, w rejencji bydgoskiej (Regierungsbezirk Bromberg), w powiecie Chełmno (Kreis Kulm).
W latach 1975–1998 miejscowość administracyjnie należała do województwa toruńskiego.

## Krótki opis
Wieś o obszarze 201 ha, w tym 188 ha użytków rolnych. Jest w niej 21 gospodarstw rolnych, w tym: tylko 4 o powierzchni powyżej 10 ha. Wieś liczy według Narodowego Spisu Powszechnego (III 2011 r.) 110 mieszkańców.

## Nazwa
Pierwsza znana wzmianka o miejscowości pochodzi z 1556 roku. Nazwę miejscowości zapisano jako Blachta. W późniejszych dokumentach polskich z XVII i XVIII wieku występuje jako Płachta, Płachty. W dokumentach niemieckich do 1920 roku Błachta. W latach 1939–1945 obowiązywała nazwa Blechtfeld.

## Historia
W czasach krzyżackich własność zakonu w komturii papowskiej. Od 1466 r. własność króla polskiego, który w 1505 r. podarował biskupstwu chełmińskiemu Papowo i przyległe do niego wsie i folwarki. Na przełomie XVI i XVII wieku należała do dóbr stołowych biskupów chełmińskich. Biskupi do 1772 r. wydzierżawiali Błachtę szlachcie w zamian za obowiązek służby wojskowej oraz symboliczną daninę w postaci pszczelego wosku.
Znani dzierżawcy Błachty:
- 1556-1666: Skalski
- 1667: Ludowicz
- 1676-1698: Witkowski
- 1708-1748: Gościcki
- 1723-1748: Szczuka
- 1752-1789: Piętkowski

Po I rozbiorze Polski wieś została odebrana biskupstwu i przeszła na własność pruskiego skarbu państwa. Następnie sprzedana w prywatne ręce rodzinie niemieckiej:
- 1840-1894: Wolff (W 1885 r. dobra miały 701 mórg rozległości, w tym 586 m. ziem uprawnych, 35 m. łąk i 40 m. pastwisk. Oprócz zabudowań dworskich znajdowały się tu 4 domy z 57 m-cami, w tym 53 katolików)[7]
- 1894-1933: Dommes
- (?-?) Fiedler (Pod zarządem Fiedlera majątek liczył 200 ha i przynosił 2369 marek czystego dochodu gruntowego. Na ogólny areał składało się 175 ha ziem uprawnych, 19 ha łąk i pastwisk, 2 ha nieużytków i 4 ha wód)
- 1933-1945: Windisch, zięć poprzedniego właściciela

Wieś była dwukrotnie zniszczona w czasie wojen szwedzkich, po raz pierwszy w latach 1655-1660. Po trzeciej wojnie ze Szwedami w latach 1702-1709 wieś całkowicie wyludniona. Pierwsze znane nazwiska chłopskie pochodzą ze spisu z 1773 roku: Górnicki, Krasowski, Jaworski, Małecki, Mroziński i Włosowski.
W latach 1939 - 1942 dotychczasową nazwą wsi (i znajdującego się tam majątku) było Battlewo, lecz po przeprowadzonej zamianie nazw miejscowości w Okręgu Rzeszy Gdańsk-Prusy Zachodnie, w latach 1942 - 1945 nazywała się Bertholdsdorf.
W 1946 roku majątek rozparcelowano i utworzono 27 gospodarstw o obszarze od 5 do 8 ha.

## Demografia
Liczba ludności XVIII - XXI w.
- 1773 - 42
- 1864 - 57
- 1885 - 68
- 1905 - 83
- 1921 - 86
- 1931 - 83
- 1966 - 141
- 1992 - 112
- 2017 - 118